# Стогниенко, Владимир Сергеевич
Влади́мир Серге́евич Стогние́нко (род. 20 августа 1980, Москва) — российский спортивный комментатор. В настоящее время является шеф-редактором Okko Спорт и сотрудничает в качестве приглашенного комментатора с другими телеканалами. Ранее работал на ВГТРК и телеканале Eurosport 1, а также на телеканалах «НТВ-Плюс Футбол» (впоследствии — «Матч! Футбол 1»), «7ТВ», «Спорт» (впоследствии — «Россия-2»), «Спорт-1» и каналах субхолдинга «Матч!».

## Биография
Оба деда Владимира, русский и украинец, прошли Великую Отечественную войну с первого и до последнего дня. Один из прадедов, армянин, пропал без вести в 1941 году. Украинский дед, Андрей Стогниенко, родом из Бессарабии. Русский дед, Владимир Тимофеевич Дементьев, родом из села Судбищи Новодеревеньковского района Орловской области. Дослужился до звания генерал-полковника. В 2015 году в Судбищах была открыта мемориальная доска в честь В. Т. Дементьева. На открытии присутствовал и Стогниенко.
Владимир Стогниенко родился 20 августа 1980 года в Москве в семье учителей (мама была учительницей русского языка, а папа преподавал физкультуру). Его родители познакомились в Германии, во время работы в Группе советских войск. Бабушка по материнской линии — армянка, родом из Армении. Старший брат — экономист.
Учился в Москве, в средней общеобразовательной школе № 171. В 2002 году окончил Финансовую академию при Правительстве Российской Федерации, Институт кредита. В юношеском возрасте (с 10 до 16 лет) серьёзно занимался самбо в клубе имени А. А. Харлампиева.

### Семья и личная жизнь
Супруга — Наталья. Женился 25 апреля 2006 года.
Дочери — Екатерина (род. 7 июля 2009 года), Ольга (род. 7 января 2017 года).
Стогниенко является дальним родственником Давида Манояна, игрока сборной Армении.
С детства болеет за ЦСКА. Также болеет за сборную России. Его супруга болеет за Ливерпуль. Является агностиком. Из футболистов, игру которых видел своими глазами, величайшим считает аргентинца Диего Марадону.

## Карьера
В студенческие годы подрабатывал оператором тестомешальной машины на пельменном заводе.
На телевидение пришёл в феврале 2001 года. С 2001 по 2002 год работал в редакции «НТВ-Плюс Футбол» редактором и корреспондентом, участвовал в программах «Свободный удар» и «Футбольный клуб», озвучивал программу передач. Там же работал в программе Георгия Черданцева «Европейская футбольная неделя» и занимался расшифровкой и переводом оригинальных стенограмм к журналу Лиги чемпионов, который транслировался на НТВ и «НТВ-Плюс». Первый сюжет на федеральном телевидении вышел в эфир 9 апреля 2001 года в «Футбольном клубе»; этот выпуск оказался последним перед последовавшими событиями (захват НТВ и отказ Василия Уткина от работы над передачей), вследствие которых программа закрылась.
В 2002 году перешёл на канал «7ТВ». Работал корреспондентом отдела футбола и комментатором (под началом своего коллеги Ильи Казакова), ездил в командировки по стране и за её пределы. В паре с Андреем Головановым комментировал матчи чемпионата Италии.
Дебютировал в качестве комментатора в 2002 году на матче «Ротор» — «Анжи» в эфире телеканала «7ТВ». В кадре впервые появился в 2003 году в качестве корреспондента на матче ЦСКА — «Вардар». С 2003 по 2005 год параллельно комментировал и читал спортивные новости на телеканале «Евроспорт».
С августа 2004 по октябрь 2015 года — комментатор телеканала «Спорт», впоследствии — «Россия-2». В качестве ведущего телеканала впервые появился 21 мая 2008 года на предматчевой студии к московскому финалу Лиги чемпионов УЕФА. С 2008 по 2013 год — ведущий программы «Футбол России». Затем, в разное время — соавтор и ведущий программы «Планета футбола Владимира Стогниенко», соведущий передач «30 спартанцев», «Большой футбол» и «Футбол без границ». Был председателем жюри конкурса молодых комментаторов «Ты — комментатор», проводившегося телеканалом в 2012 году.
С ноября 2010 года по февраль 2011 года — главный редактор русского издания журнала SportWeek.
В 2014 году вёл вместе с Тимуром Родригезом шоу «Я смогу» на телеканале «Россия-1».
В августе 2015 года был зачислен в штат сотрудников нового спортивного телеканала «Матч ТВ». С ноября 2015 по апрель 2016 года — комментатор футбола и ведущий передачи «Все на матч!». Параллельно комментировал матчи на телеканале «Наш футбол». С января 2016 года вёл на «Матч ТВ» телепрограмму «Где рождаются чемпионы».
26 апреля 2016 года было объявлено, что Стогниенко покинет телеканал «Матч ТВ», причиной этого решения являлся запрет на комментирование матчей чемпионата Европы — 2016 во Франции на телеканале «Россия-1».
С 13 мая 2016 года начал сотрудничество со спортивным каналом Eurosport 1. С 19 мая по 31 декабря 2016 года был обозревателем спортивного интернет-портала «Чемпионат.com».
Летом 2016 года возглавил спортивную редакцию канала «Россия-24». С ноября 2016 по апрель 2021 года — ведущий обновлённой версии программы «Футбол России» на данном телеканале, поочерёдно с Ильёй Казаковым. С января 2017 по январь 2022 года также являлся постоянным ведущим специального проекта этого телеканала — дайджеста роликов программы «Мобильный репортёр» по итогам ушедшего года.
С 26 февраля 2017 года вместе с Василием Уткиным озвучивал шоу «Битвы роботов» на телеканале Discovery Channel. Также делал прогнозы для канала Уткина «Кря Продакшн». С мая 2017 года говорил о новостях футбола на YouTube-канале «Футбол с MEIZU».
В начале 2017 года  в одном эпизоде сериала «Адаптация» (сезон 1, серия 4) сыграл самого себя.
Осенью 2017 года вместе со своим другом Семёном Павлюком издал книгу «Планета футбола».
В мае 2019 года занял должность шеф-редактора спортивной редакции Okko Sport, онлайн-кинотеатра Okko (Rambler Media Group). При этом продолжал сотрудничество с телеканалами ВГТРК в качестве ведущего и комментатора, находясь вне штата.
В 2022 году вместе с Романом Гутцайтом стал голосом навигатора 2ГИС на русском языке.

## Комментаторская деятельность
Работал на матчах чемпионатов России, Англии, Италии, Франции, Нидерландов и Испании по футболу, а также матчах европейских кубков (Лиги чемпионов, Кубка УЕФА), олимпийского футбольного турнира, чемпионатов мира (2006, 2010, 2014, 2018, 2022), чемпионатов Европы (2008, 2012, 2016, 2020, 2024) и кубка Америки (2015, 2021, 2024).
В 2010 году комментировал в прямом эфире на телеканале «Россия-1» финальный матч чемпионата мира по футболу в Южно-Африканской Республике между сборными Испании и Нидерландов. Спустя 2 года выступил в аналогичной роли на финальной игре чемпионата Европы по футболу (Испания — Италия), прошедшей в Киеве, также в прямом эфире на канале «Россия», а также на телеканале «Спорт-1».
Комментировал ряд матчей чемпионата мира по футболу 2014 на телеканалах холдинга ВГТРК, в том числе матч открытия в паре с Сергеем Брилёвым, а также полуфинальный матч Бразилия — Германия в прямой трансляции на телеканалах «Россия» и «Спорт-1».
Комментирует турниры по дзюдо и самбо. В середине 2000-х годов иногда комментировал Кубок мира по биатлону, поскольку все трансляции тогда велись из студии на Шаболовке, а не с места действия. На Летней Универсиаде 2013 и Олимпиаде 2016 года комментировал матчи по водному поло, на зимних Олимпиадах 2010 и 2014 работал на трансляциях сноубординга и лыжного фристайла, на Олимпиаде 2022 — на трансляциях хоккейных матчей.
В сентябре 2016 года комментировал матчи Кубка мира по хоккею 2016 на портале «Чемпионат.com» (работал вместе с Алексеем Пешниным и Александром Кузмаком). Для Владимира это был первый опыт работы комментатором на хоккейном матче.
В 2018 году на домашнем чемпионате мира по футболу отметился комментированием двух матчей сборной России с Египтом и 1/8 финала с Испанией, полуфинала между Англией и Хорватией, а также финала Франция — Хорватия , которые в прямом эфире показывал телеканал «Россия»
В декабре 2022 года комментировал матчи чемпионата мира на узбекистанском телеканале «Sport».

## Награды
- По окончании чемпионата России по футболу 2009 года получил приз, вручаемый «Комсомольской правдой» и «Советским спортом» — «Золотой микрофон».
- Летом 2016 года стал лауреатом телевизионной премии ТЭФИ в номинации «Ведущий спортивной программы/спортивный комментатор». Награду получил за работу на матче 19-го тура чемпионата России по футболу 2015/2016 «ЦСКА» — «Спартак», показанном на телеканале «Матч ТВ»[85].
- В 2019 году был награждён Почётной грамотой Министерства спорта РФ «за заслуги в сфере физической культуры и спорта»[86].